# Toka glabrivena
Toka glabrivena är en stekelart som beskrevs av Nixon 1943. Toka glabrivena ingår i släktet Toka och familjen bracksteklar. Inga underarter finns listade i Catalogue of Life.